# Aire d'attraction de Mauléon-Licharre
L'aire d'attraction de Mauléon-Licharre est un zonage d'étude défini par l'Insee pour caractériser l’influence de la commune de Mauléon-Licharre sur les communes environnantes. Publiée en octobre 2020, elle se substitue à l'aire urbaine de Mauléon-Licharre, qui comportait 9 communes dans le dernier zonage qui remontait à 2010.

## Définition
L'aire d'attraction d'une ville est composée d’un pôle, défini à partir de critères de population et d’emploi ainsi que d’une couronne constituée des communes dont au moins 15 % des actifs travaillent dans le pôle. Le pôle d’attraction constitue ainsi un point de convergence des déplacements domicile-travail,.

## Type et composition
L’aire d'attraction de Mauléon-Licharre est une aire intra-départementale qui comporte 21 communes dans les Pyrénées-Atlantiques.
Elle est catégorisée dans les aires de moins de 50 000 habitants, une catégorie qui regroupe 16,5 % de la population de Nouvelle-Aquitaine et 12,2 % au niveau national.

### Carte

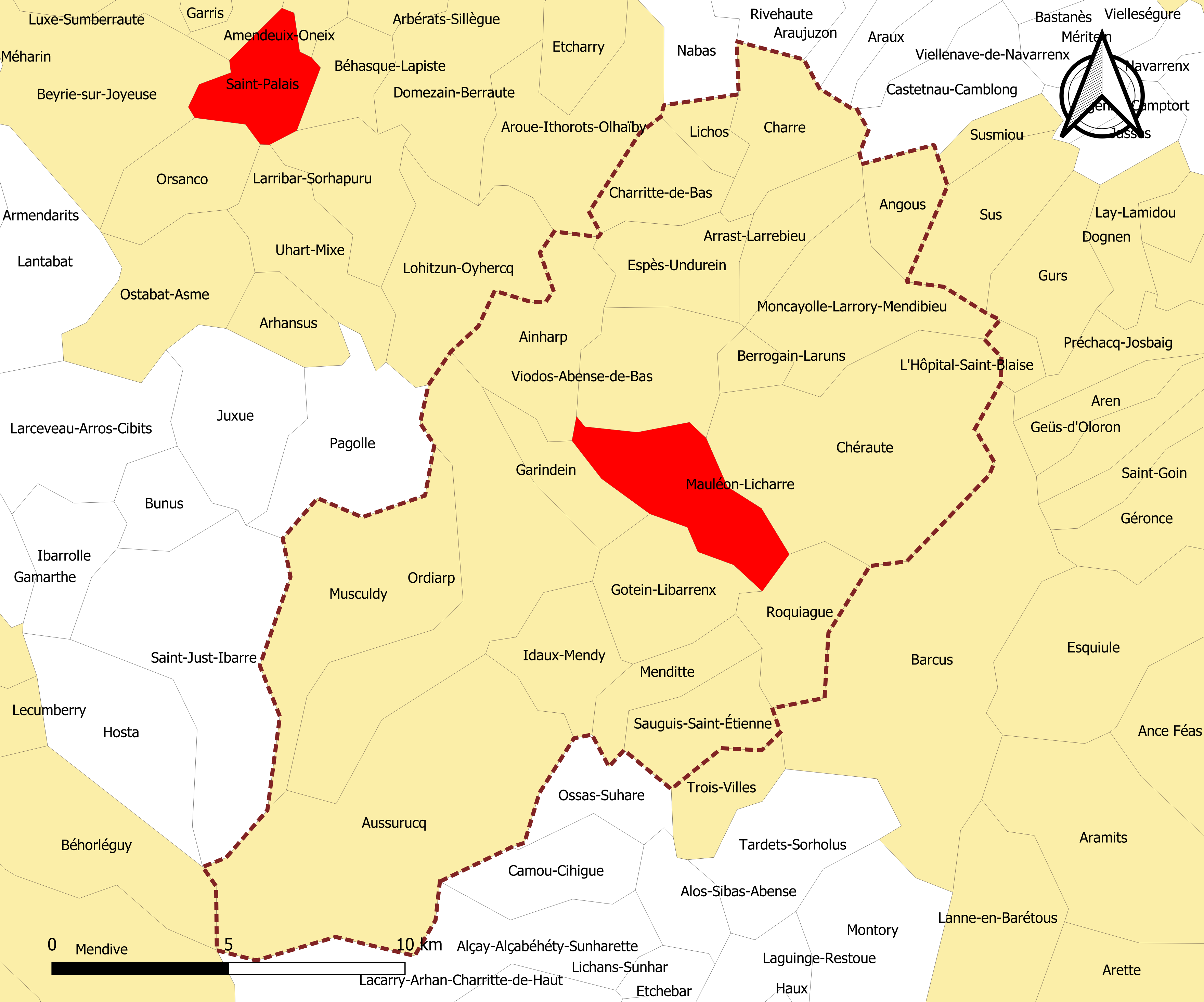
Carte de l'aire d'attraction de Mauléon-Licharre.
Commune-centre
Commune de la couronne

### Composition communale
| Nom                               | Code Insee | Département          | Statut                 | Superficie (km2) | Population (dernière pop. légale) | Densité (hab./km2) | Modifier                                    |
| --------------------------------- | ---------- | -------------------- | ---------------------- | ---------------- | --------------------------------- | ------------------ | ------------------------------------------- |
| Mauléon-Licharre (commune-centre) | 64371      | Pyrénées-Atlantiques | commune-centre         | 12,80            | 2 975 (2022)                      | 232                | modifier les données · modifier les données |
| Ainharp                           | 64012      | Pyrénées-Atlantiques | commune de la couronne | 14,07            | 128 (2022)                        | 9,1                | modifier les données · modifier les données |
| Angous                            | 64025      | Pyrénées-Atlantiques | commune de la couronne | 6,22             | 94 (2022)                         | 15                 | modifier les données · modifier les données |
| Arrast-Larrebieu                  | 64050      | Pyrénées-Atlantiques | commune de la couronne | 7,56             | 92 (2022)                         | 12                 | modifier les données · modifier les données |
| Aussurucq                         | 64081      | Pyrénées-Atlantiques | commune de la couronne | 47,12            | 235 (2022)                        | 5,0                | modifier les données · modifier les données |
| Berrogain-Laruns                  | 64115      | Pyrénées-Atlantiques | commune de la couronne | 2,68             | 156 (2022)                        | 58                 | modifier les données · modifier les données |
| Charre                            | 64186      | Pyrénées-Atlantiques | commune de la couronne | 11,41            | 220 (2022)                        | 19                 | modifier les données · modifier les données |
| Charritte-de-Bas                  | 64187      | Pyrénées-Atlantiques | commune de la couronne | 7,40             | 245 (2022)                        | 33                 | modifier les données · modifier les données |
| Chéraute                          | 64188      | Pyrénées-Atlantiques | commune de la couronne | 35,26            | 1 048 (2022)                      | 30                 | modifier les données · modifier les données |
| Espès-Undurein                    | 64214      | Pyrénées-Atlantiques | commune de la couronne | 9,78             | 501 (2022)                        | 51                 | modifier les données · modifier les données |
| Garindein                         | 64231      | Pyrénées-Atlantiques | commune de la couronne | 6,87             | 459 (2022)                        | 67                 | modifier les données · modifier les données |
| Gotein-Libarrenx                  | 64247      | Pyrénées-Atlantiques | commune de la couronne | 11,75            | 473 (2022)                        | 40                 | modifier les données · modifier les données |
| Idaux-Mendy                       | 64268      | Pyrénées-Atlantiques | commune de la couronne | 9,67             | 271 (2022)                        | 28                 | modifier les données · modifier les données |
| Lichos                            | 64341      | Pyrénées-Atlantiques | commune de la couronne | 3,38             | 133 (2022)                        | 39                 | modifier les données · modifier les données |
| Menditte                          | 64378      | Pyrénées-Atlantiques | commune de la couronne | 6,33             | 207 (2022)                        | 33                 | modifier les données · modifier les données |
| Moncayolle-Larrory-Mendibieu      | 64391      | Pyrénées-Atlantiques | commune de la couronne | 16,27            | 289 (2022)                        | 18                 | modifier les données · modifier les données |
| Musculdy                          | 64411      | Pyrénées-Atlantiques | commune de la couronne | 24,06            | 225 (2022)                        | 9,4                | modifier les données · modifier les données |
| Ordiarp                           | 64424      | Pyrénées-Atlantiques | commune de la couronne | 29,71            | 552 (2022)                        | 19                 | modifier les données · modifier les données |
| Roquiague                         | 64468      | Pyrénées-Atlantiques | commune de la couronne | 10,44            | 121 (2022)                        | 12                 | modifier les données · modifier les données |
| Sauguis-Saint-Étienne             | 64509      | Pyrénées-Atlantiques | commune de la couronne | 8,81             | 169 (2022)                        | 19                 | modifier les données · modifier les données |
| Viodos-Abense-de-Bas              | 64559      | Pyrénées-Atlantiques | commune de la couronne | 12,71            | 748 (2022)                        | 59                 | modifier les données · modifier les données |